# CBS廣播中心

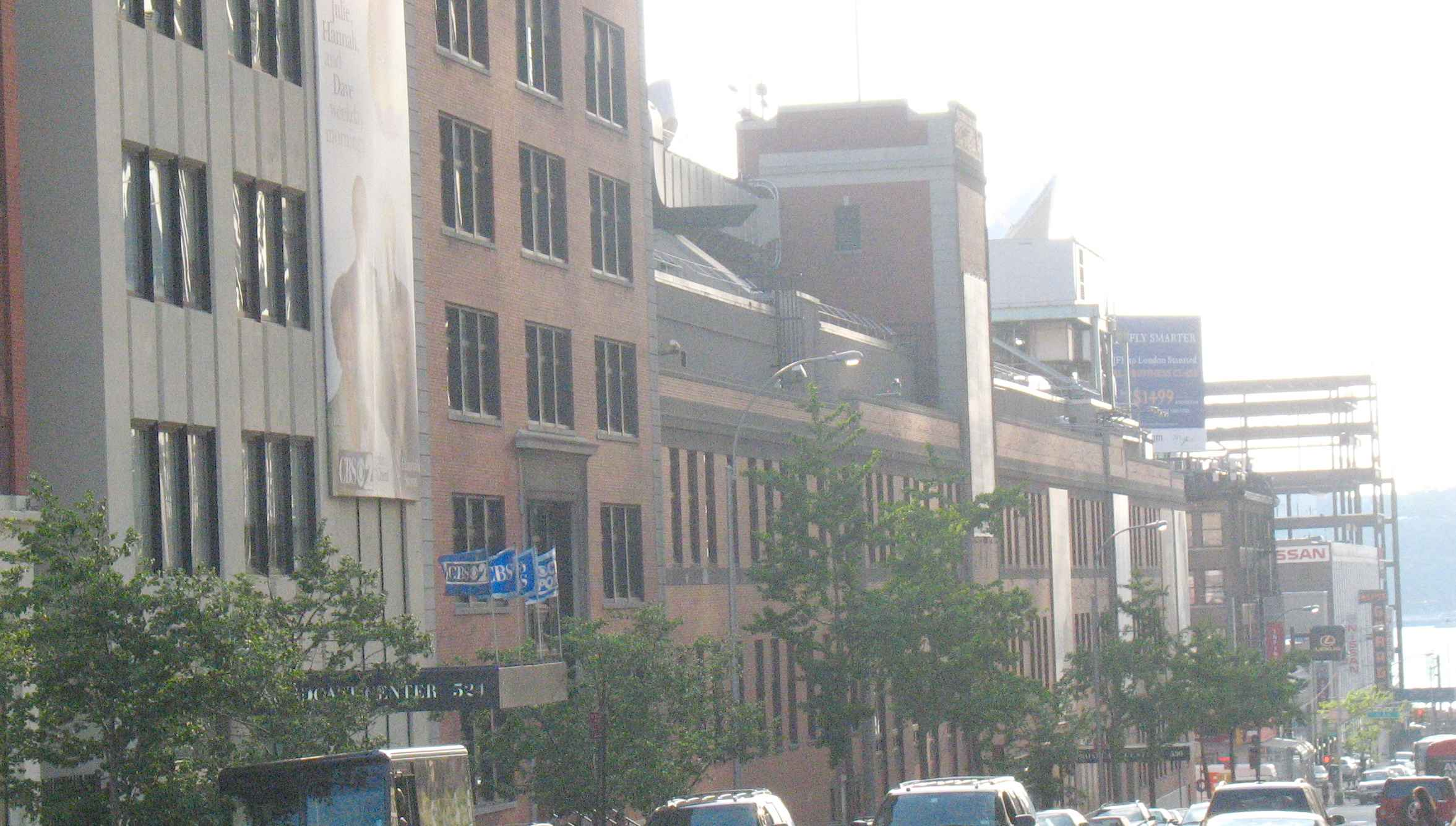

CBS廣播中心（CBS Broadcast Center）是美國的一個電視廣播節目製作設施，位於紐約市曼哈頓西城。這一設施是CBS在東海岸的主要節目製作中心。2023年6月，CBS表示有意出售這棟建築。